# Taurin
Taurin oder 2-Aminoethansulfonsäure ist eine organische Säure mit einer Sulfonsäure- und einer Aminogruppe. Als Aminosulfonsäure zählt Taurin zu den nichtproteinogenen Aminosäuren, es kann auch keine Peptide bilden und wird daher nicht als Aminocarbonsäure definiert.
Es entsteht im Stoffwechsel vieler Tiere und des Menschen als Abbauprodukt der Aminosäuren Cystein und Methionin.

## Geschichte
Taurin wurde 1827 von Leopold Gmelin und Friedrich Tiedemann aus der Ochsengalle isoliert und Gallen-Asparagin genannt. Es liegt in der Galle als Taurocholsäure vor, einem Carbonsäureamid der Cholsäure, aus dem es durch saure Hydrolyse freigesetzt werden kann. Der Begriff „Taurin“ stammt von der lateinischen bzw. der griechischen Bezeichnung für Stier (taurus bzw. tauros) und wird 1838 erstmals in der Literatur erwähnt.

## Herstellung
Taurin wird industriell durch Addition von Natriumsulfit an Aziridin synthetisiert. Es kommt als weißes Pulver in den Handel und hat den EU-Code 3a370 als Futtermittelzusatz.

## Eigenschaften
Taurin ist eine farblose kristalline Substanz, die sich ab 300 °C zersetzt und bei 328 °C schmilzt. Es ist bis zu ca. 100 g/l in Wasser löslich. Die gute Wasserlöslichkeit und der hohe Schmelzpunkt erklären sich – ähnlich wie bei Aminosäuren – durch die Bildung des Zwitterions (H3N+–C2H4–SO3−).

## Physiologische Funktion

### Eigensynthese
Alle Tiere, also auch der Mensch, enthalten und benötigen Taurin im Körper. Im Stoffwechsel von Erwachsenen entsteht Taurin aus der Aminosäure Cystein, die unter Sauerstoff- und NAD+-Verbrauch in mehreren Zwischenschritten oxidiert wird. Ein zweiter Entstehungsweg ergibt sich beim Abbau von Coenzym A durch Decarboxylierung von Cysteamin. Eine Zufuhr durch Nahrungsmittel ist bei Erwachsenen nicht nötig. Nur Neugeborene müssen es zusätzlich über die Muttermilch bzw. Säuglingsmilch aufnehmen.

Cystein (1) wird durch Cysteindioxygenase zu 3-Sulfinoalanin (2) oxidiert. Dieses wird zu Hypotaurin (3) decarboxyliert, katalysiert durch die Sulfinoalanindecarboxylase Schließlich wird Hypotaurin zu Taurin (4) unter NAD^{+}-Verbrauch durch die Hypotaurindehydrogenase oxidiert.

Es wird angenommen, dass der Tauringehalt im Körper eines gesunden Menschen von 70 kg Körpergewicht zwischen 30 und 70 g liegt, davon ca. 75 % in den Muskelzellen, der Rest vor allem in Gehirn, Herz und Blut. Ein gesunder Mensch hat somit zwischen 0,43 und 1 g Taurin je 1 kg Körpergewicht im Körper. Muttermilch enthält pro Liter zwischen 25 und 50 Milligramm Taurin.

### Funktion
Die genaue Funktion von Taurin ist, obwohl es sich in den meisten Zellen findet, ungeklärt.
Zu den wenigen klar definierten Aufgaben von Taurin im Stoffwechsel gehören die Bildung von Gallensäurenkonjugaten, die Beeinflussung der Signalübertragung und die potentielle Rolle bei der Entwicklung des Zentralnervensystems und der Herzfunktion. Taurin reguliert den Einstrom und die Membranbindung von Calcium, beeinflusst somit die zytoplasmatische bzw. intra-mitochondriale Calcium(Ca2+)homöostase. Taurin ist in der Lage, Glutamat-induzierte Ca2+-Transienten in Neuronen und damit intrazelluläre Ca2+-abhängige Signalvermittler zu dämpfen und Glutamat-Exzitotoxizität zu verhindern. Es wirkt dabei im Nervensystem als Neuromodulator. Außerdem unterstützt es als Osmoregulator die Bewegung von Natrium und Kalium durch die Zellmembran, insbesondere in den Muskelzellen. Die dadurch unterstützte Stabilisierung des Membranpotentials weist eine Steigerung der Kontraktion und eine antiarrhythmische Wirkung am Herz auf. Weiters wirkt Taurin vorbeugend gegen Bluthochdruck und kann die Herzfunktion insgesamt verbessern.
Eine niedrige intrazelluläre Taurinkonzentration in Muskeln ist charakteristisch für chronisches Nierenversagen. Taurinmangel führt im menschlichen Körper zu Störungen des Immunsystems und bei genetisch bedingter Veranlagung erhöht sich das Risiko für eine Netzhautdegeneration.
Taurin ist ein starkes Antioxidans und kann vor oxidativen Schäden und Entzündungsprozessen schützen. In der Netzhaut sorgt Taurin durch seine antioxidativen Eigenschaften für Membranstabilität und die Funktion der Fotorezeptoren.
Taurin ist wesentlich an der pränatalen und postnatalen Entwicklung des zentralen Nervensystems beteiligt. Bei Kindern, die Taurin-freies Milchpulver erhielten, konnten neuronale Beeinträchtigungen gemessen werden. Milchpulver zur Säuglingsernährung wird in den USA seit den 1980ern aus Gründen der Vorsicht mit Taurin angereichert. Andererseits empfehlen nicht alle Organisationen die Aufnahme von Taurin in Säuglingsnahrung für voll ausgetragene Säuglinge. In der EU ist Taurin kein verpflichtender Bestandteil von Säuglingsnahrung.
Taurin ist essentielle Nahrungsquelle der Darmbakterien Taurinivorans muris und Bilophila wadsworthia, welche als sogenannte „Darmsulfidogene“ physiologisch wirksamen Schwefelwasserstoff (H2S) produzieren.

### Taurin und Alterung
Dass ernährungs- und seneszenzbedingte Defizite von Plasmaspiegeln an Aminosäuren – speziell auch Taurin – den Alterungsprozess weiter beschleunigen, wurde in früheren Arbeiten bereits gezeigt. Taurin wirkt u. a. als Lipid-Antioxidans und steigert Myoglobin- sowie Ferritinspiegel. Ob ein Taurin-Defizit Alterungsprozesse mit induziert und eine Supplementierung günstigen Einfluss auf die Lebensdauer haben kann, wurde von Forschern vom National Institute of Immunology in New Delhi unter Beteiligung der TU München anhand von Taurinkonzentrationen im Blut von Fadenwürmern, Mäusen, Rhesusaffen und Menschen untersucht.
Bei allen Spezies konnte die Abnahme von Taurinkonzentrationen im Serum längs der Alterung nachgewiesen werden. Bei Mäusen sank sie von 132,3 ± 14,2 ng/ml nach 4 Wochen auf 40,2 ± 7,1 ng/ml nach 56 Wochen, was negativ mit dem Alter korrelierte. Bei Affen war die Taurinkonzentration im Serum von 15-jährigen Probanden 85 % niedriger als bei 5-jährigen und altersbedingt bei Menschen sank sie um mehr als 80 %. Bei Supplementierung stieg hingegen die Lebenserwartung von Mäusen um etwa 18 bis 25 %. Altersbedingte funktionelle Erkrankungen des Immunsystems, der Knochen, Muskeln, der Bauchspeicheldrüse, des Gehirns und Darms bei Mäusen und Affen verzögerten sich und die gesunde Lebensspanne verlängerte sich. Transaminasen bei Affen als Entzündungsmarker der Leber sanken. Ebenso der nüchtern-BZ. Beim Menschen war nach Auswertung einer ausreichend großen Kohorte ein Taurindefizit mit Übergewicht, Typ-2-Diabetes, hohen Glukosewerten sowie mit Entzündungsmarkern und hohen Cholesterolwerten korreliert.

## Ernährung

### Zufuhr über Lebensmittel
Taurin ist kein für den Menschen essentieller Nährstoff, da der Körper es selbst bilden kann. Geschätzt wird, dass der Körper täglich zwischen 200 und 400 µmol (25–50 mg) produziert.
Es kommt in den meisten tierischen Lebensmitteln und als Teil der mediterranen Ernährung insbesondere in Meeresfrüchten vor. In pflanzlichen Lebensmitteln ist es überwiegend nur in Spuren enthalten. Ausnahmen bilden Rotalgen (eigentlich Protoctisten) und Wolfsbeeren, welche traditionell im ostasiatischen Raum beheimatet sind.
Die tägliche Aufnahme von Taurin variiert stark von Ernährungsform zu Ernährungsform. Bei omnivorer Ernährung liegt sie bei etwa 58 mg, mit Schwankungen von 9 bis 372 mg. Andere Studien zeigen für eine omnivore Ernährung Werte von unter 200 mg/d oder geben Schätzungen von 40 bis 400 mg pro Tag an. Entsprechend stark variieren auch die Plasmakonzentrationen bei unterschiedlichen Gruppen mit Werten von 39 bis 116 µmol/L.
Bei veganer Ernährung wird fast kein Taurin über die Nahrung aufgenommen. Die bei Veganern gemessenen Plasmakonzentrationen liegen niedriger, die gemessenen Urinausscheidungen sehr viel niedriger als bei einer omnivoren Ernährung. Gleichwohl sind Veganer, die kein Taurin zu sich nehmen, gesund und auch Kinder, die von sich vegan ernährenden Müttern gestillt wurden, wachsen und entwickeln sich anscheinend normal. Die Deutsche Gesellschaft für Ernährung listet Taurin nicht als kritischen Nährstoff bei veganer Ernährung.

### Nahrungsergänzungsmittel
Taurinhaltige Getränke sind seit Jahrzehnten in Japan populär.
Da vermutet wurde, dass Taurin bei der Muskel-Kontraktion helfen könnte, enthalten einige Energy-Drinks Taurin. Auch wenn Energy-Drinks die Taurin-Zufuhr um das Vielfache der üblichen Tagesaufnahme erhöhen, gibt es wenig Grund zur Annahme, dass davon stark positive oder negative Effekte ausgehen.
Über einen Zeitraum von 56 Tagen können Taurin-Supplemente einige Marker für Entzündungen und oxidativen Stress reduzieren.

### Toxizität
Gestützt auf wenige Tierversuche und die weitverbreitete Nutzung als Nahrungsmittelzusatz gibt es bisher keine Hinweise auf eine Toxizität von Taurin; bestünde eine solche, wäre sie gering.

## Tier-Ernährung
1975 wurde entdeckt, dass Katzen, die kein Taurin über die Nahrung bekamen, unter degenerativen Veränderungen der Netzhaut litten. Daraus ließ sich schließen, dass Katzen kein Taurin synthetisieren können. Dementsprechend sind Fertigfutter für Katzen mit Taurin angereichert, beziehungsweise enthalten taurinhaltige Innereien von Wirbeltieren, Freigängerkatzen stillen ihren Taurinbedarf auch über erbeutete Kleintiere. Einige Algen- und Insektenarten bilden wegen ihres Tauringehalts eine mögliche Alternative als Heimtierfuttermittel.